# Zelkova carpinifolia
Zelkova carpinifolia là một loài thực vật có hoa trong họ Ulmaceae. Loài này được (Pall.) K. Koch miêu tả khoa học đầu tiên năm 1849.

## Hình ảnh

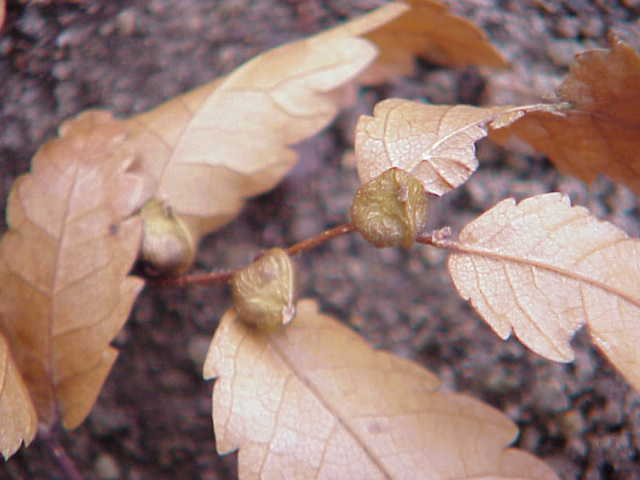
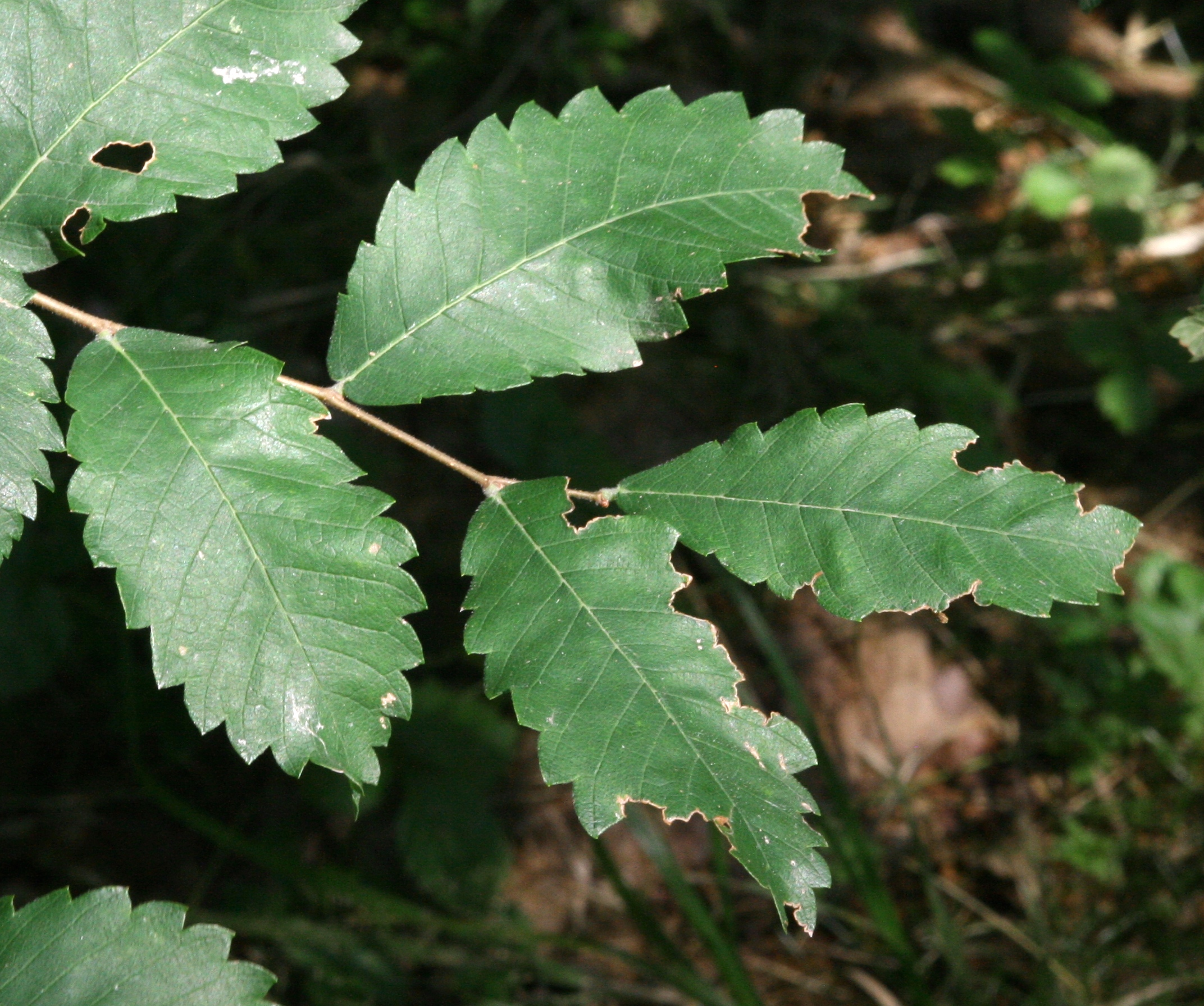
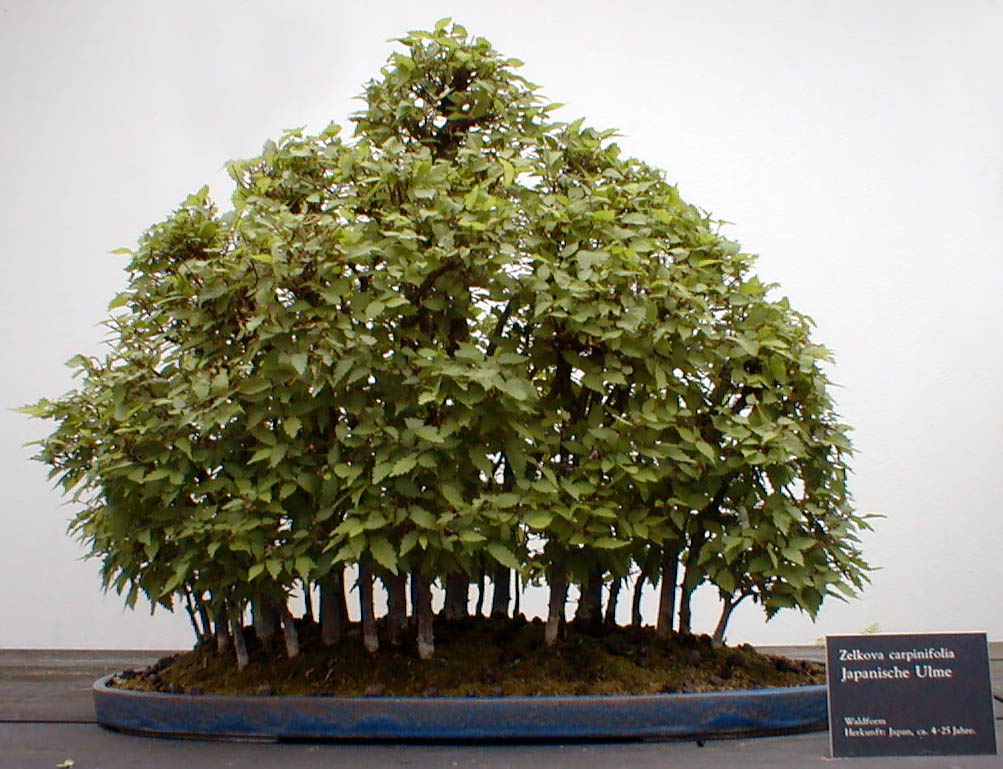
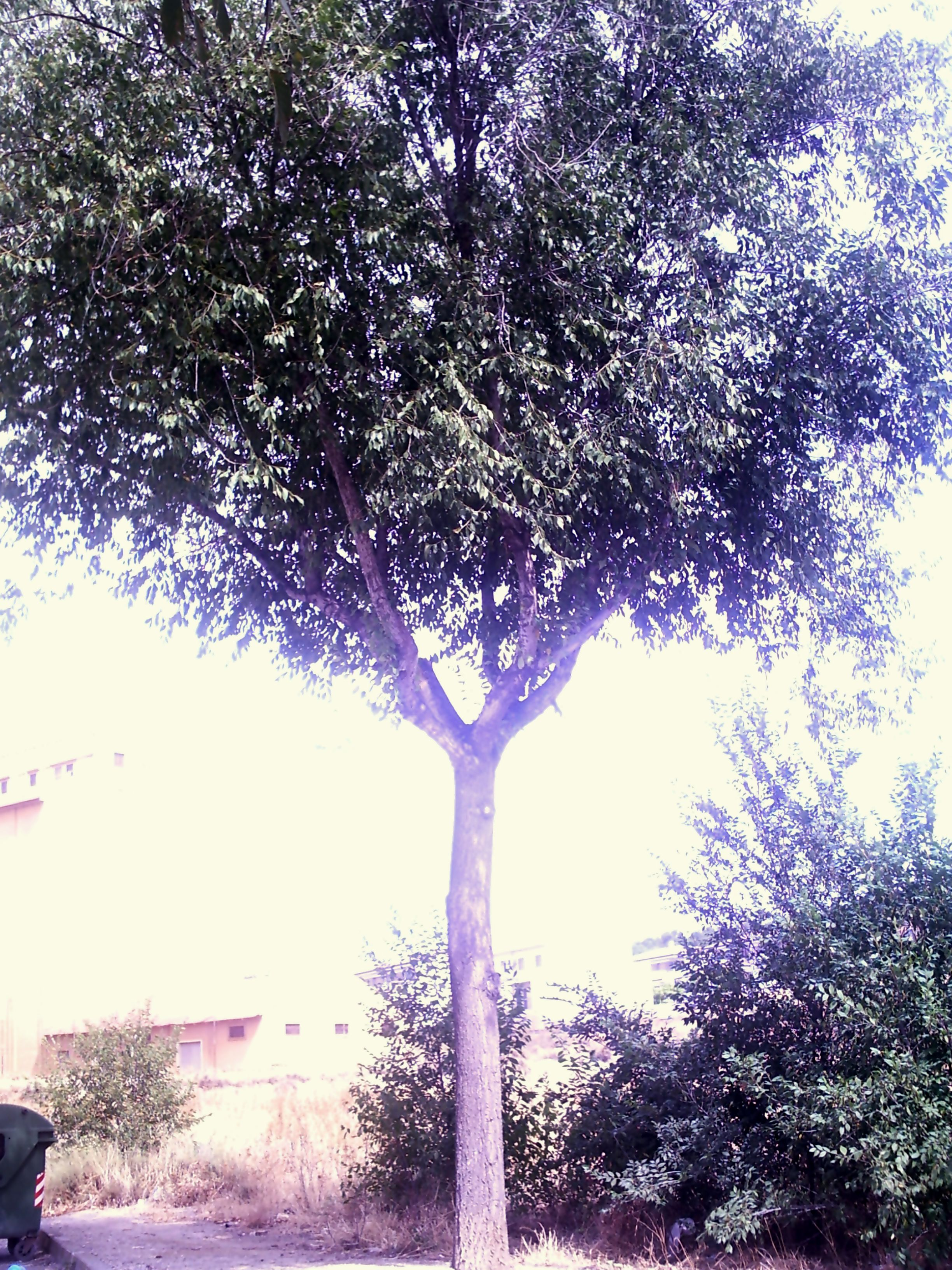